# 근남면 (울진군)
근남면(近南面)은 대한민국 경상북도 울진군의 면이다. 넓이는 57.82km2이고, 인구는 2011년 기준으로 2,979명이다.

## 변천 과정
- 1914년 3월 1일 행정구역 변경으로 7개 법정리, 16개 행정리로 정비
- 1922년 10월 12일 대정 11년 12월에 근남면사무소 신축
- 1946년 10월 29일 초대면장 임명
- 1962년 12월 12일 강원도에서 경상북도로 편입
- 1971년 4월 1일 행정리동 증설로 3개리 분동됨
- 1992년 1월 1일 행정리동 증설로 1개리 분동됨

## 행정 구역
- 구산리(九山里)
- 노음리(老音里): 행정복지센터 소재지.
- 산포리(山浦里)
- 수곡리(水谷里)
- 수산리(守山里)
- 진복리(進福里)
- 행곡리(杏谷里)

## 교육 기관
- 노음초등학교
- 노음초등학교 병설유치원

## 문화재
- 울진 구산리 삼층석탑 : 대한민국의 보물 제498호

## 천연기념물
- 성류굴